# Clan Jastrzębiec
Jastrzębiec est un des plus anciens clans de chevalerie polonaise cité pour la première fois en 1319. C'est également l'une des armoiries polonaises les plus utilisées. Les sources historiques ont enregistré 1740 noms autorisés à porter le blason Jastrzębiec. Parmi ceux-ci, la famille Myszkowski a gagné le plus d'importance, qui, adoptée par les princes de Gonzague de Mantoue, a reçu le titre de margrave de Mirów. D'autres familles puissantes étaient celles de  Litwicki, Niemirowicz et Niemirowicz-Szczytt. 
Ce clan avait une influence notable dans la politique de la république des Deux Nations. En effet, de nombreux membres de familles du clan Jastrzębiec revêtaient d'importantes fonctions au sein de l'État polono-lituanien. Une dizaine de familles de ce clan portaient le titre de comte ou baron.

## Membres notables
- Wojciech Jastrzębiec (1362-1436) est un homme politique polonais et ecclésiastique.
- Andrzej Frycz Modrzewski (1503-1572), humaniste, écrivain et homme politique polonais.
- Jan Zborowski (1538 – 1603) hetman, secrétaire royal, castellan de Gniezno, ambassadeur polonais à la cour de France pour inviter Henri de Valois à ceindre la couronne de la république des Deux Nations
- Samuel Zborowski (1520 et mort exécuté le 26 mai 1584) hetman cosaque, capitaine de cavalerie et calviniste.
- Stanisław Konarski (1700-1773), ecclésiastique et homme de lettres polonais.
- János Konrád Burchard von Bélavary de Sycava (1748-1828), diplomate et militaire d'origine hongroise.
- Józef Ignacy Kraszewski (1812-1887), écrivain polonais.
- Władysław Taczanowski (1819-1890), ornithologue polonais
- Xawery Czernicki (en) (1882–1940), contre-amiral polonais
- Edmund Taczanowski (en) (1822-1879), général et gouverneur polonais.
- Józef Paczoski (1864-1942), botaniste polonais
- Alicja Iwańska (1918-1996), sociologue polonaise.
- Elfi von Dassanowsky (1924-2007), cantatrice, pianiste et productrice autrichienne.
- Conrad Swan (en) (1924-), grand officier de la Couronne, Garter Principal King of Arms (en).
- Constantin Tsiolkovski (1857-1935), scientifique russe considéré comme le père et le théoricien de la cosmonautique moderne.
- Andrzej Frycz Modrzewski, écrivain et secrétaire royal.
- Comte Litwicki, Wladyslaw (04.04.1916- ?), diplômé de Marymontczycy, martyr du camp de concentration de Mauthausen

## Littérature
- Simon Konarski, Armorial de la noblesse polonaise titrée, Paris 1957

### Dans d'autres langues
- (en) J. Lyčkoŭski, « Belarusian Nobility Coats of Arms »
- (en) « Armorial of Belarusian Nobility »